# Balthasar Permoser
Balthasar Permoser (né à Kammer près de Traunstein le 13 août 1651, mort à Dresde le 18 février 1732) est un des principaux sculpteurs de sa génération. Son style est à cheval entre la période baroque et le rococo.

## Biographie
Permoser étudia d'abord à Salzbourg, dans l'atelier de Wolf Weißenkirchner le Jeune et à Vienne, où il apprit l'art de la sculpture sur ivoire, avant de partir en 1675 en voyage à Venise, afin de travailler pour Giovanni Battista Foggini. Il demeura dans l'atelier de ce dernier quatorze ans, faisant mûrir son style. Appelé à Dresde en 1689 par Jean-Georges III, il exécuta deux sculptures monumentales de jardin représentant Hercule. En 1697, en route vers l'Italie une fois de plus, il resta près d'un an dans ses endroits favoris, période pendant laquelle il sculpta les atlantes de la porte ouest du Hofstallung à Salzbourg. Dans les années 1704-1710, il travailla au château de Charlottenburg à Berlin.

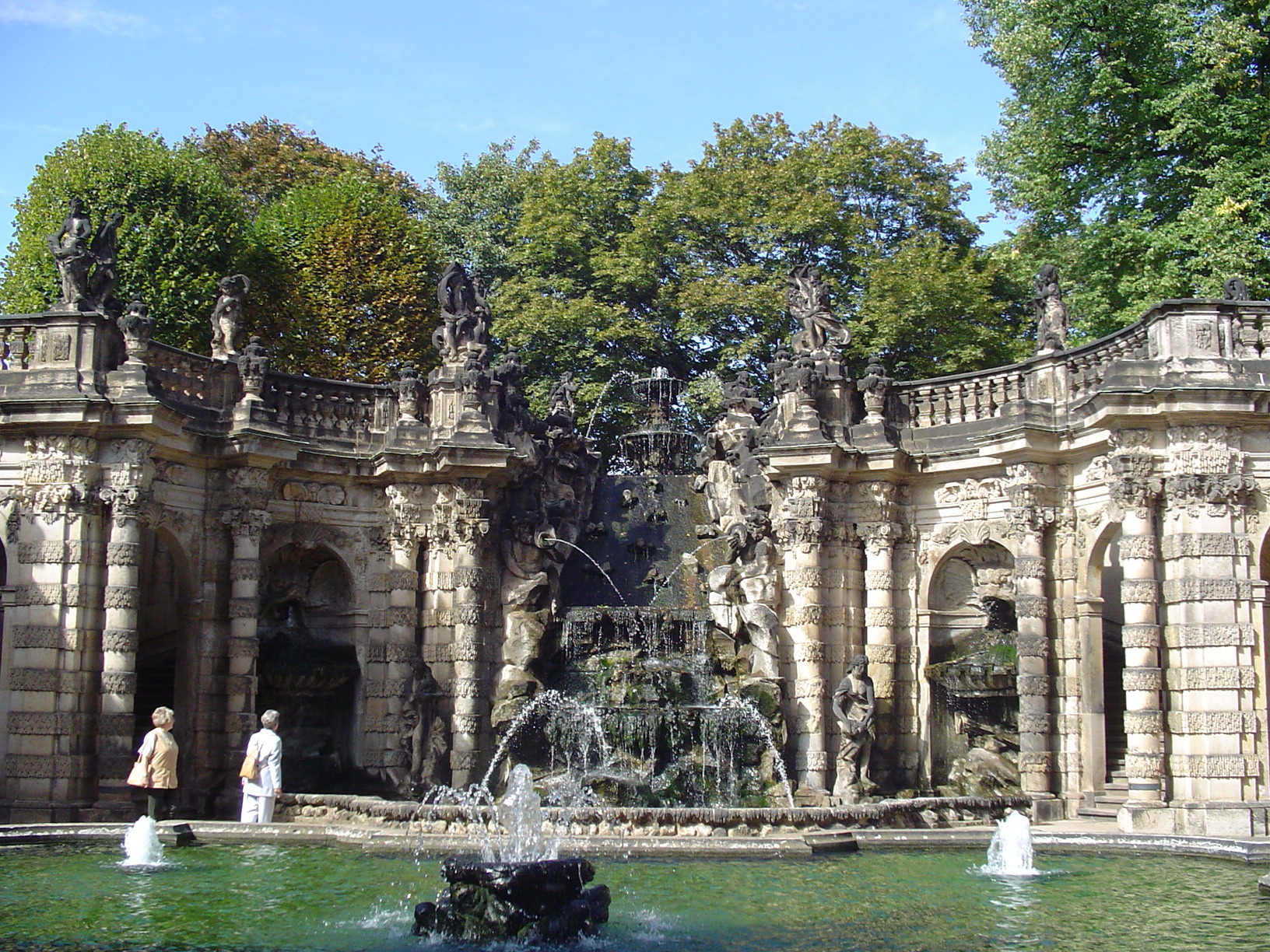
Sculpture de Permoser dans le bain des nymphes, Palais Zwinger

Il retourna ensuite à Dresde pour travailler avec l'architecte Matthäus Daniel Pöppelmann au Palais Zwinger, construit entre 1710 et 1728 pour Auguste II le Fort où il réalisa des détails de sculpture baroque ; pour le Wallpavillon, il réalisa six des douze atlantes festifs, fléchis et grimaçants pour lesquels il est le plus connu. Pour le palais Zwinger, il a aussi réalisé les sculptures de la fontaine du jardin des nymphes.
La sculpture qu'il réalisa seul la plus célèbre est une statue en marbre de taille plus grande que le modèle, appelée Apothéose du Prince Eugène (1718-1721), musée de l'Österreichische Galerie Belvedere à Vienne, où le sujet, représenté avec les attributs d'Hercule et des silhouettes secondaires de la renommée et d'un Turc déchu sont liées par un tour de force de diagonales berniniennes compliquées. Cela ne satisfit pas les goûts classique du prince Eugène. Ses deux silhouettes de bois polychromes de saint Augustin et de saint Ambroise, faites pour le maître-autel de la Hofkirche de Dresde (1725) sont dans le Stadtmuseum de Bautzen, tandis que les chaires qu'il sculpta pour la chapelle d'Auguste et qui furent transportées dans la Hofkirche, furent commencées en 1738. Il a également réalisé la sculpture de la tombe de Sophie de Saxe et de Wilhelmine-Ernestine du Palatinat dans la cathédrale de Freiberg.  
Permoser a aussi réalisé d'autres œuvres, de moindres dimensions, dont un buste hyper expressif de Marsyas, grimaçant sous le souffrance alors qu'il est écorché vif par l'ordre d'Apollon et une série de sculptures sur sur le thème des Saisons.
Permoser est enterré au cimetière catholique ancien de Dresde.

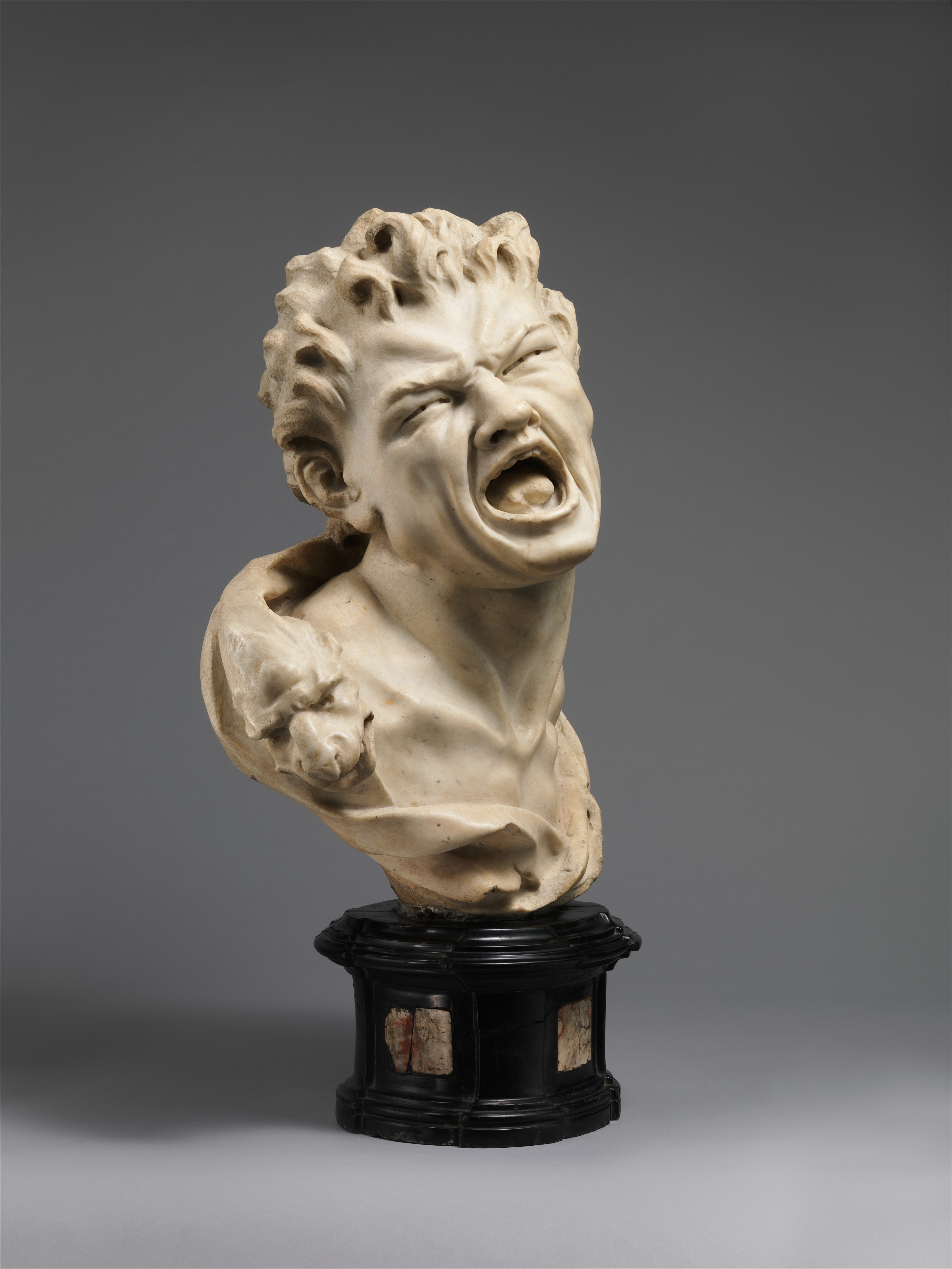
Buste de Marsyas, 1680-85            New-York MET
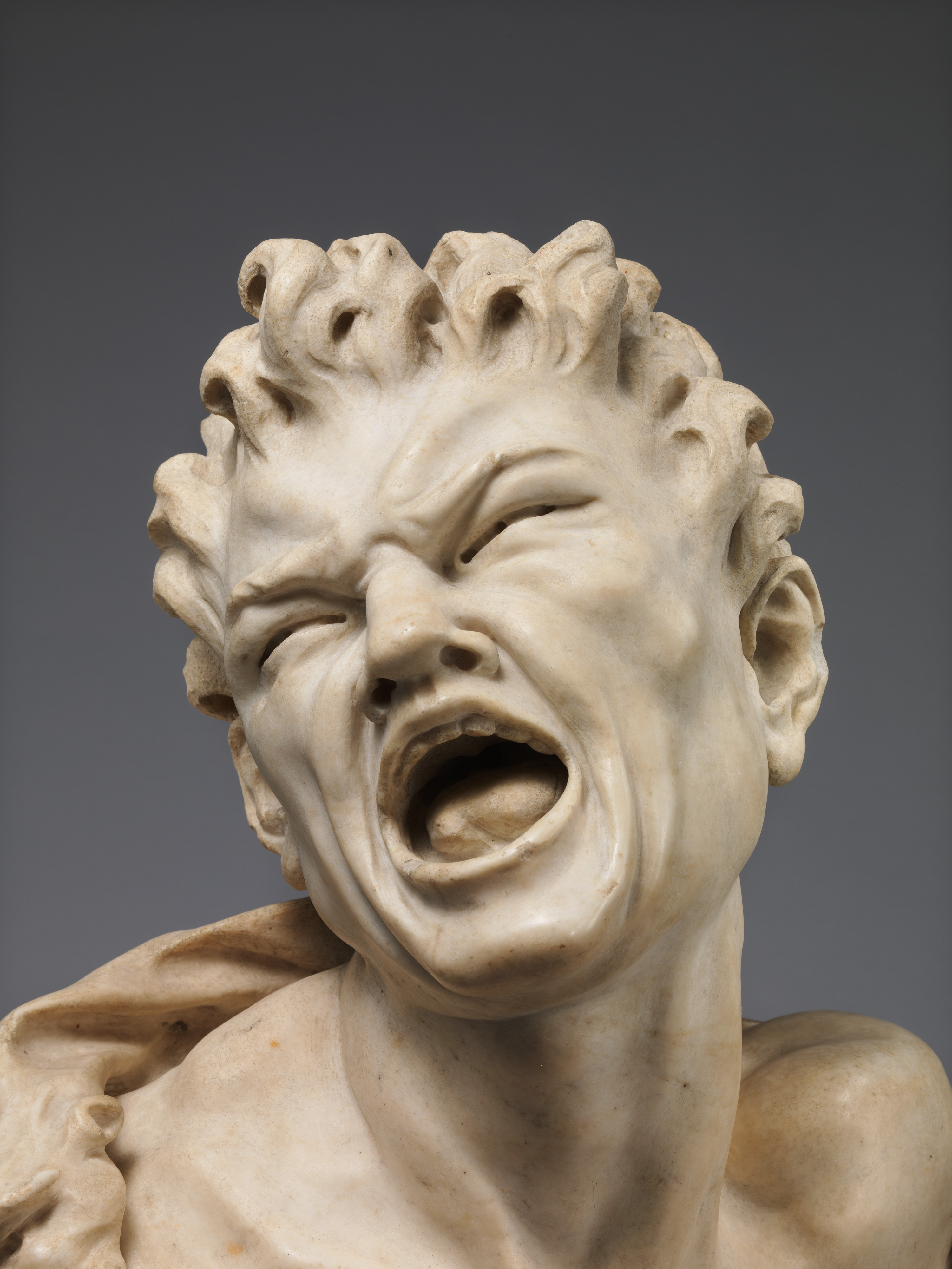
Buste de Marsyas
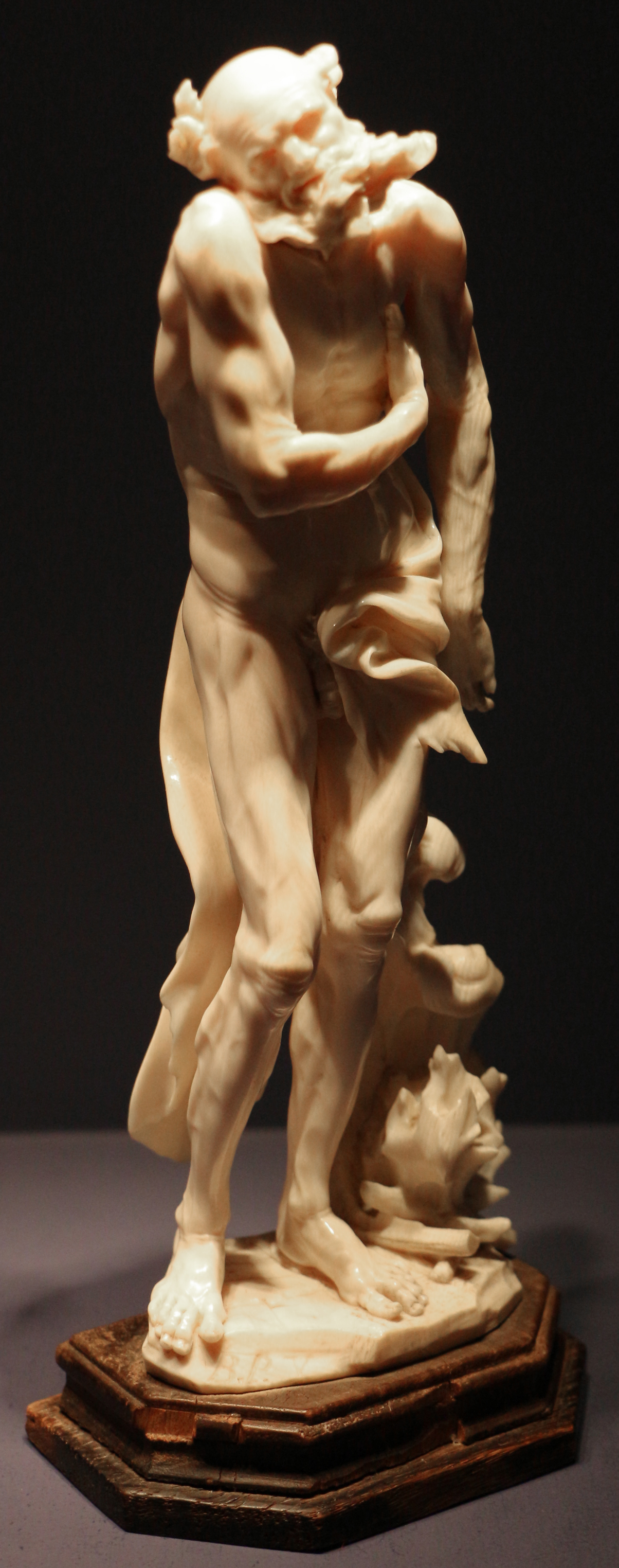
Inverno, ivoire
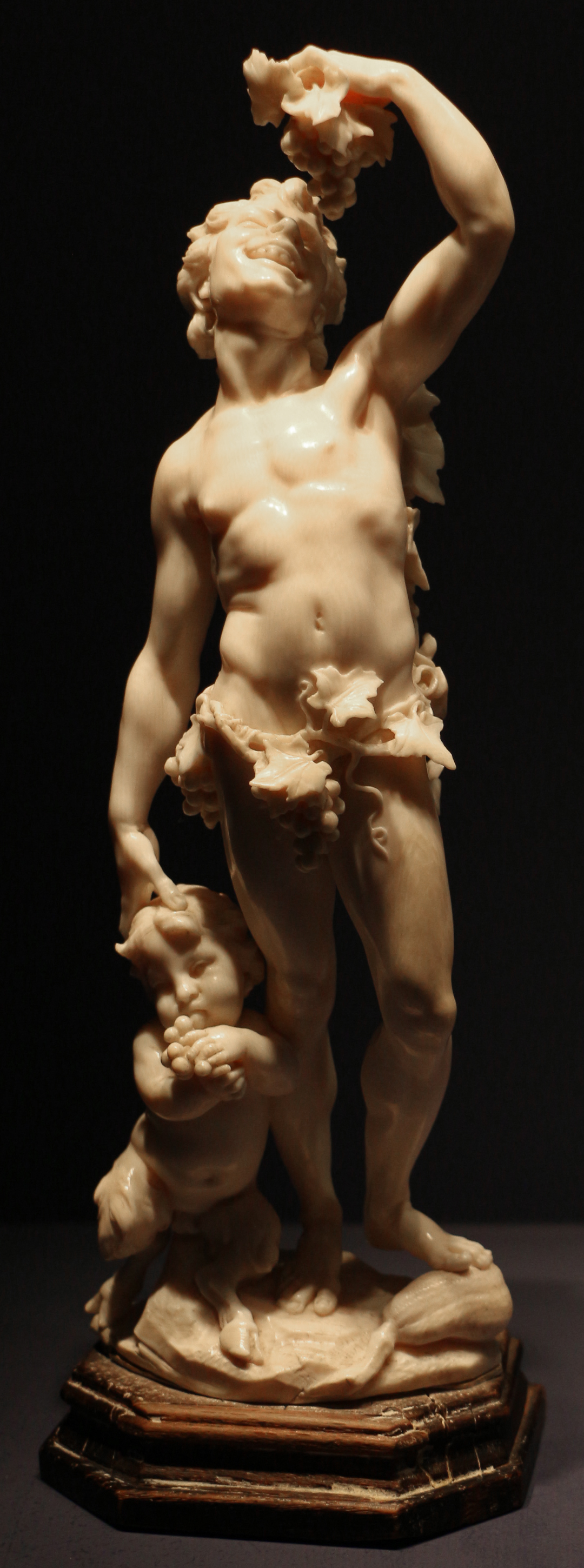
Automne , ivoire